# 麦麦提·居马
麦麦提・居马（維吾爾語：مەمەت جۈمە‎，拉丁维文：Memet Jüme，1970年10月—），新疆喀什人，维吾尔族，无党派人士。中华人民共和国政治人物、第十三届全国人民代表大会新疆地区代表。

## 生平
2018年2月24日，当选为第十三届全国人大代表。